# Scotti/Isotta Fraschini
La Scotti-Isotta Fraschini cal. 12,7 mm è una mitragliatrice aeronautica prodotta dall'azienda italiana Isotta Fraschini a partire dai tardi anni trenta ed utilizzata come armamento su alcuni velivoli appartenenti alla Regia Aeronautica ed altre nazioni nel periodo interbellico fino alla seconda guerra mondiale.

## Storia ed impiego
La mitragliatrice è un tentativo di proporre un'arma migliore della Breda-SAFAT da 12,7 mm da parte della Isotta Fraschini, creando un'arma più leggera e con una cadenza di fuoco più alta. Queste due caratteristiche sono presenti, ma l'arma è meno affidabile della Breda-SAFAT, ed è stata usata meno, principalmente in postazioni difensive di bombardieri (come nel Savoia-Marchetti S.M.84) e aerei da trasporto.
Il progetto risale al 1933 quando la Scotti vendette alla Isotta Fraschini la licenza di produzione e sviluppo per armi con calibri compresi tra 9 e 16 mm.
Così come la sua sorella minore in 7,7 mm l'arma ebbe inizialmente successo solo nell'esportazione, venendo acquistata da: Perù (per i suoi Ca.135 tipo Perù), Ungheria (per i suoi Ca.135 bis U) e dal Giappone (solo per test).
Il suo servizio con la Regia Aeronautica ricalca grosso modo quello della versione in calibro minore: l'arma venne adottata dalla Regia Aeronautica nel 1938 ma ebbe una diffusione maggiore della versione in 7,7 mm venendo installata su un maggior numero di tipi di velivoli non solo di costruzione Caproni (la Isotta Fraschini faceva parte del gruppo Caproni dal 1932). Il suo utilizzo più diffuso fu come arma per la torretta Caproni Lanciani Delta. Sempre come la versione in 7,7 mm durante il suo servizio nella Regia Aeronautica non fu molto apprezzata dagli equipaggi che le preferirono la paricalibro Breda-SAFAT, considerata più robusta ed affidabile, tanto che, quando possibile, si provvide alla sua sostituzione con le Breda e nel luglio 1943 l'Aeronautica stessa richiese la cessazione della sua produzione.

## Descrizione
Come tutte le armi di brevetto Scotti la Scotti - Isotta Fraschini cal 12,7 mm è un'arma a presa di gas, raffreddata ad aria e con otturatore ad arresto tangenziale in tre pezzi: chiavistello, noce girevole e cilindro.
L'alimentazione avviene tramite nastro metallico a maglie disgreganti e può essere effettuata sia da destra sia da sinistra cambiando bocchetto e cartella d'alimentazione. I bossoli esplosi vengono scaricati dal basso. La leva di armamento si trova sul lato superiore. L'arma spara ad otturatore aperto.

## Velivoli utilizzatori
Italia
- Savoia-Marchetti S.M.75
- Savoia-Marchetti S.M.82
- Savoia-Marchetti S.M.84
- Caproni Ca.135
- Caproni Ca.313
- Caproni Ca.314
- Cant.Z.1007
- Cant.Z.1018
- Fiat RS.14
- CANSA FC.20